# Räter

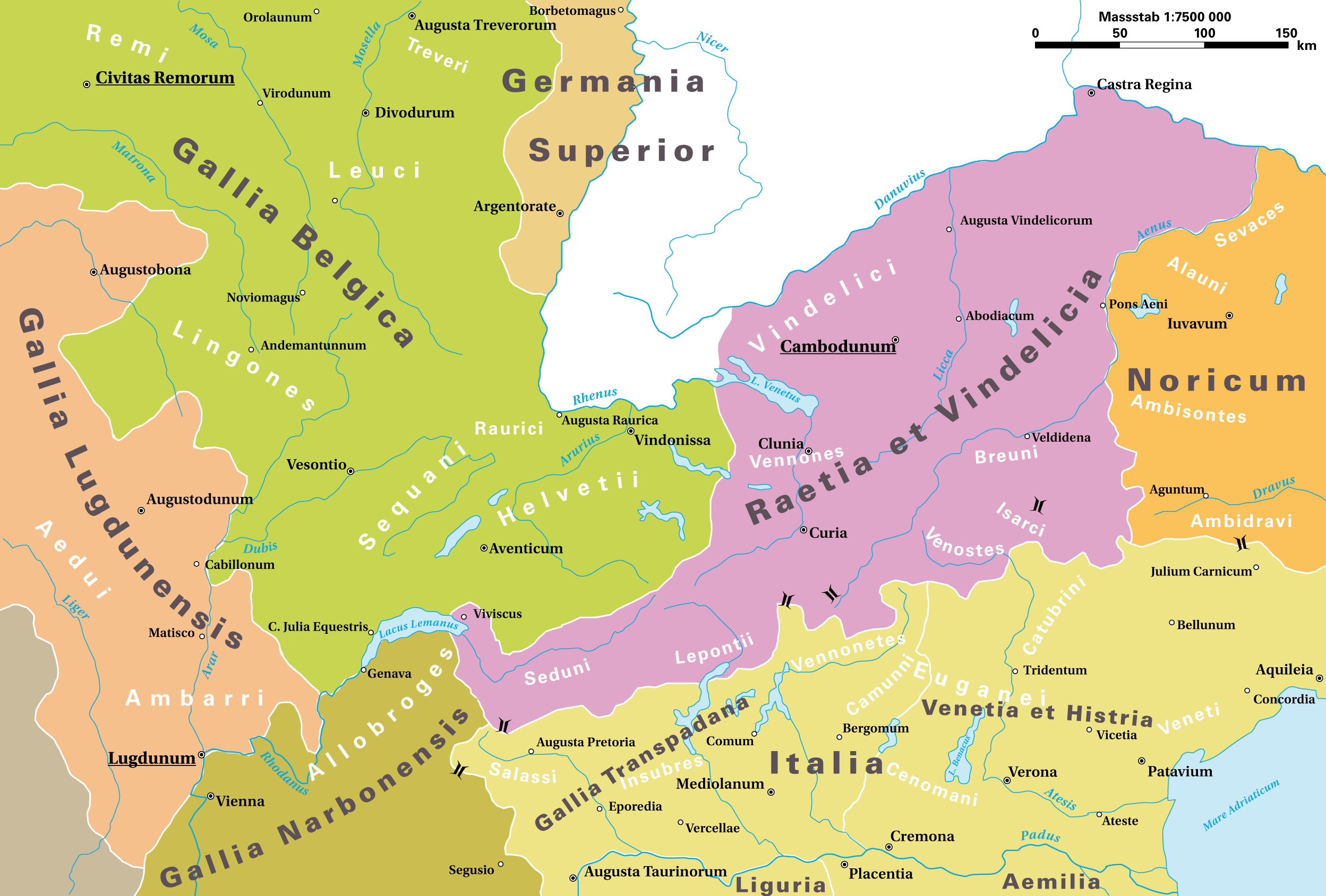
Karta över det romerska distriktet Raetia et Vindelicia som det såg ut år 14 e.Kr. med några rätiska stammar utskrivna.

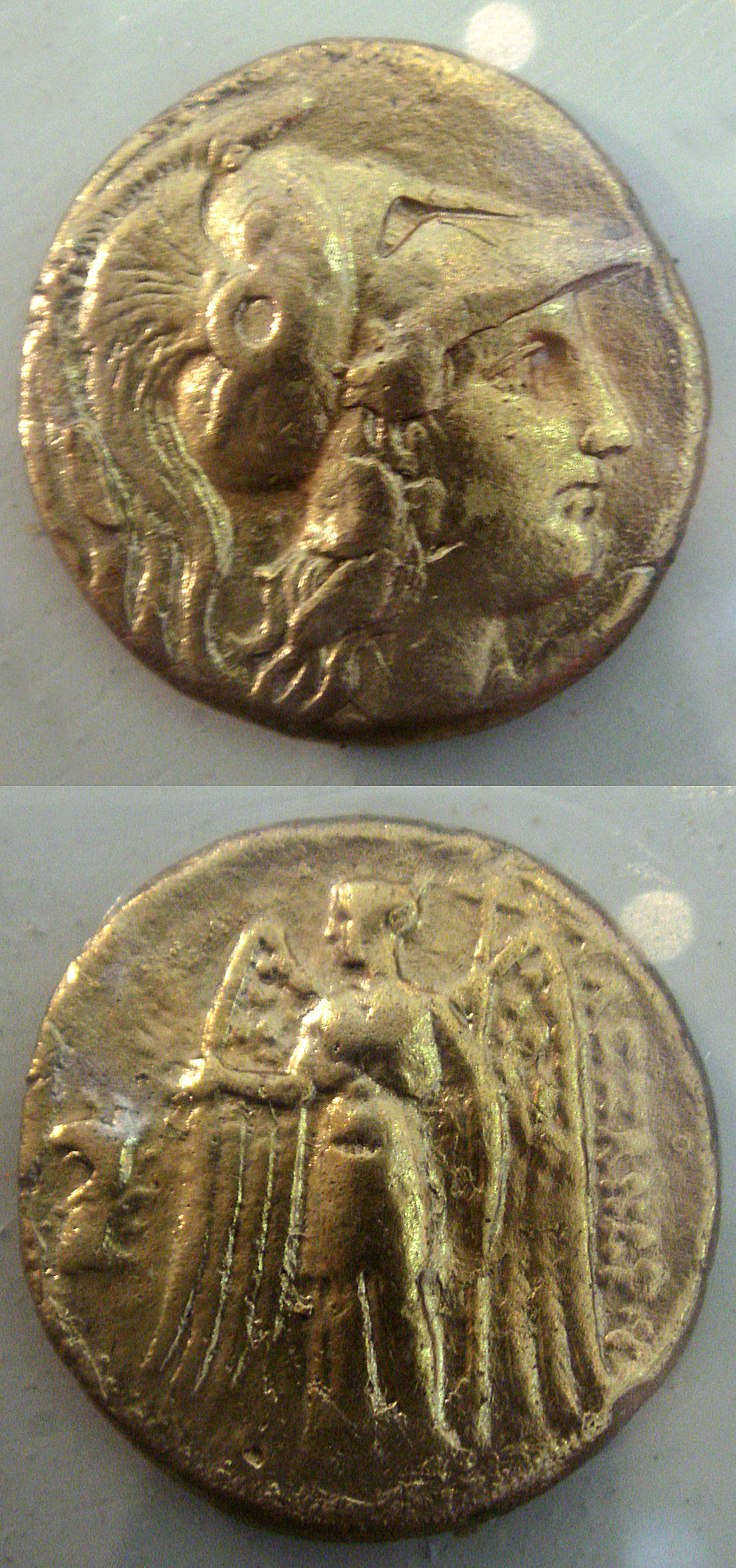
Rätiska mynt från 100-talet f.Kr.

Räter, reter eller rhäter (italienska: reti, engelska: raeti, rhaeti, rheti, rhetii) var ett antal antika folkslag som bodde i centrala alperna. Räterna var omgivna av folkslagen tauriner i väster och helvetier i väster. I norr fanns vindelikerna. Räterna gränsade även till norikerna.
Det finns flera olika teorier om räternas ursprung. De kan ha varit en grupp etrusker som drivits till Alperna från Poslätten av konkurrerande folk. De kan också vara ursprungsbefolkning i Alperna. De kan också vara del av  Fritzens-Sanzeno-kulturen.
Polybios är den första att nämna räterna i sitt verk Histori’ai som skrevs före 146 f.Kr. Enligt Polybios var räterna etrusker som fördrivits från Po-dalen till Alperna av galler. Denna version stöds också av Titus Livius. Om detta stämmer, skulle det ha ägt rum 600 f.Kr. - 400 f.Kr. när en stor folkförflyttning av kelter från Gallien till Norditalien skedde. Folkomflyttningen var så omfattande att den, enligt Livius, påverkade hela regionen.
Modern historieforskning ställer sig tveksam till den förklaringen mot bakgrund av arkeologiska fynd. Det är möjligt att räterna inte alls var resultatet av en folkomflyttning utan tvärtom var bofasta i alperna sedan mycket lång tid tillbaka.  Det är också möjligt att de folkslag som vi idag kallar räter inte alls talade det (etruskisk-besläktade språket) rätiska, vilket traditionellt hävdats. Och även om räterna talat rätiska är det långtifrån klart hur länge de gjorde det: det finns tecken som tyder på att även folkstammar som inte var keltiska hade assimilerats under inflytandet av sina keltiska grannar vid tiden för kejsar Augustus. Med andra ord är det många frågetecken kring räterna. Ytterligare ett frågetecken är vilka stammar som räknades till räterna.
Det är oklart vilka folkstammar i Raetien som var räter. På sextiotalet framförde forskaren Osmund Menghin hypotesen att räterna inte var en befolkning, utan snarare anhängare av en kult av gudinnan Reitia. Av de folk man identifierat som räter är det i vissa fall oklart var de bodde. Följande lista över rätiska folkstammar ska därför betraktas med viss misstänksamhet: den innebär bara att antingen monumentet Tropaeum Alpium eller någon av historikerna Strabon eller Plinius d.ä. pekat ut folkslaget som rätiskt. Listans namn är med några undantag den engelska benämningen på folken:
- Breuni - bodde vid övre delen av floden Inn.
- Brixenetes - bodde vid floden Adige. Deras största stad var Brixina.
- Calucones - bodde vid berget Haldensteiner Calanda. Deras största stad var Chur.
- Camunni - bodde i Val Camonica vid floden Oglio. Deras största stad var Civitas Camunnorum.
- Cosuantes - bodde vid övre delen av floden Isar. Deras största stad var Turum.
- Focunates - bodde vid övre delen av floden Inn, bredvid folken genaunes och breuni.
- Genaunes - bodde vid övre delen av floden Inn, bredvid folken focunates och breuni.
- Isarci - bodde vid floden Isarco.
- Leponter - bodde i Val d'Ossola.
- Rucinates - bodde mellan floderna Isar och Donau. Deras största stad var Sorviodunum.
- Rugusci - bodde i Inns floddal Engadin.
- Suanetes - bodde i Albulas floddal. Deras största stad var Lapidaria.
- Trumpilini - bodde i Mellas floddal Trompia.
- Uberi - bodde vid övre delen av floden Rhône.
- Vennonetes  - bodde vid övre delen av floden Rhen.
- Venostes - bodde i Adiges floddal Val Venosta.

I historiska beskrivningar av räterna tycks det vara ett krigiskt folk av vildar som gärna attackerade romaniserade områden. Å andra sidan kan man beskriva räterna som ett folkslag som bodde på en strategiskt viktig plats som man måste passera och att det utnyttjades för att antingen utkräva tull av förbipasserande eller för att attackera dem.
Den romerska erövringen av räterna skildrades av Cassio Dione. Han skildrar bland annat räterna som grymma. Kejsar Augustus inbjöd sina styvsöner Drusus och Tiberius att ha befälet i kriget (15 f.Kr. - 16 f.Kr.) som slutade med nederlag för räterna som besegrades 15 f.Kr. Räterna och deras norra grannar vindelikerna besegrades av romarna år 15 f.Kr. Räterna, liksom vindelikerna, var tvungna att betala skatt till Rom. Till en början var inte deras område organiserat som en romersk provins: utan som ett militärt distrikt under en equites som titulerades praefectus. Först under Claudius (41-54) blev distriktet en romersk provins under beteckningen Raetia et Vindelicia, vanligen senare förkortat till Raetia.
Under århundraden efter att räterna besegrats av romarna övergick räterna gradvis till latin. Det har föreslagits att romansch (rätoromanska) som idag talas i några dalgångar i den schweiziska kantonen Graubünden, innehåller spillror av rätiska. Detta är osäkert eftersom rätoromanska språk tycks vara mest besläktade med den galloromanska språkgruppen, vilket då skulle tyda på att rätiskan hade ett keltiskt ursprung. Förmodligen talade de rätiska stammarna i nuvarande nordöstra Italien rätiska så sent som på 200-talet e.Kr. De rätiska stammarna i nuvarande Schweiz talade förmodligen keltiska på kejsar Augustus tid (30 f.Kr. - 14 e.Kr.).